# Eleme (Rios)
Eleme é uma área de governo local do estado de Rios, na Nigéria, com sede em Ogale. Tem 138 quilômetros quadrados e de acordo com o censo de 2016, havia 267 200 residentes.